# Mohammed Al-Habib Ould Mokhtar Sidi
Mohammed Al-Habib Ould Mokhtar Sidi fou emir de Brakna, fill de l'emir Mokhtar Sidi Ould Sidi Mohammed (deportat a Gabon pels francesos el 1843).
El 1863 l'emir de Trarza, Sidi Mborika, va envair l'emirat de Brakna; l'emir Sidi Eli II va fugir i Mborika va proclamar emir a un cosí del fugit anomenat Mohammed Al-Habib Ould Mokhtar Sidi. El governador francès del Senegal, Louis Faidherbe no va reconèixer al nou emir. Sidi Mborika va instigar llavors expedicions de saqueig dels brakna a l'altre costat del riu Senegal, i fins i tot a la rodalia de Podor. Sidi Eli II, abandonat per molts, no podia evitar-ho. El govern francès va donar l'ordre de castigar els responsables i alguns membres de la tribu Oulad Syed foren afusellats; quan els Oulad Ahmed van fer noves incursions, Sidi Eli II, els va atacar el 13 d'abril de 1863 però va tenir pèrdues molt importants; no obstant un escamot va poder matar a Biram el cap dels Oulad Ahmed, junt amb altres personatges del clan. Els Oulad Ahmed van cridar llavors en ajut als trarza. Això va portar a una certa anarquia amb els dos costat del riu assolats per bandes incontrolades; poblacions del Futa Toro com Dyouldé-diabé, Laboudou, Gamagué, Diatal, Eidi, Guédé, Foudéa, Nasli, Diambo, i alguns campaments peuls foren assolats per aventurers. Eli II havia perdut tota possibilitat de control. Fins al final del 1863 es van robar uns 2.500 bous i milers de cabres.
Sidi Mborika va escriure al governador anunciant bones intencions i aclarint que la seva intervenció a Brakna tenia per objecte restablir l'ordre substituint un cap impotent per un de fort i respectat; una vegada a Brakna es va unir amb els Oulad Ahmed. Faidherbe va escriure a l'emir de Trarza recordant que Mohammed Al-Habib no tenia suports fora dels Oulad Ahmed i que no podia ser proclamat quan no tenia ni riqueses ni poder ni tan sols vivia al país i proposava una entesa amb Sidi Eli II. Mborika va acollir aquesta proposta i quan es va saber va circular el rumor que els francesos planejaven tallar la retirada als trarzes, i en dos dies aquests van tornar al seu pais. Sidi Eli s'havia refugiat a Tébékout (Saldé), on anteriorment havia obert una escala que havia confiat a Mohammed ould Heïba, cap dels Oulad Eli i senyor del Rag, a qui va cedir un terç dels drets de duana; llavors va tornar a la riba dreta i va reagrupar als seus partidaris (Oulad Siyed, Oulad Mansour i Oulad Éli) i alguns contingents tuculors amics (que li havia cedit l' almamy del Futa Toro, aliat de França) per reprendre el combat.
A finals del 1864 els francesos, cansats d'aquestes baralles civils que amenaçaven el comerç, van imposar la reconciliació dels dos adversaris. Sota impulsió de Faidherbe es van reunir delegats dels dos emirs rivals (els delegats foren Djeddna i Rachid), Chems Mohameden Fal dels Ida Ou Al-Hadj, i Ahmed Ould Braïk de Trarza, i es va signar un tractat de pau entre les confederacions. Sidi Eli II, que tenia difícil lluitar contra el seu rival si tenia el suport de Trarza, va fer sacrificis, i es va obligar a l'emir de Trarza 250 peces de Guinea o el seu valor en bous, i cedia un quart dels drets de comerç de la goma de Podor; a canvi Mborika consentiria deixar passar a les caravanes cap a Podor i Dagana i assegurava la seguretat de les rutes i reconeixia a Sidi Eli II com a emir.
Mohammed Al-Habib, abandonat, es va refugiar amb els Oulad Dâmân de Trarza. A finals de segle va tornar a Brakna, sota l'emir Ahmeddou II, fill de Sidi Eli II, i va morir tranquil·lament vers 1900.